# Ziegenrück
Ziegenrück là một đô thị ở huyện Saale-Orla, bang Thüringen, Đức. Đô thị này có diện tích 8,24 km2, dân số thời điểm ngày 31 tháng 12 năm 2006 là 318 người. Thị trấn này nằm bên sông Saale, 22 km về phía đông Saalfeld, và 35 km về phía nam Jena.